# Jacques-François Bailly
Pour les articles homonymes, voir Bailly.
Jacques-François Bailly est un homme politique français né en 1760 à Lesmont et mort le 27 juin 1824 à Toulouse.

## Biographie
Ingénieur à Rieux, il est élu député de la Haute-Garonne au Conseil des Cinq-Cents le 27 germinal an VII. Opposé au coup d'État du 18 Brumaire, il est exclu du Corps législatif.

## Sources
- « Jacques-François Bailly », dans Adolphe Robert et Gaston Cougny, Dictionnaire des parlementaires français, Edgar Bourloton, 1889-1891 [détail de l’édition]